# Вајтвотер (Канзас)
Вајтвотер (енгл. Whitewater) град је у америчкој савезној држави Канзас.

## Демографија
По попису из 2010. године број становника је 718, што је 65 (10,0%) становника више него 2000. године.
| Група             | 2000.       | 2010.       |
| Белци             | 632 (96,8%) | 662 (92,2%) |
| Афроамериканци    | 0 (0,0%)    | 0 (0,0%)    |
| Азијати           | 1 (0,2%)    | 1 (0,1%)    |
| Хиспаноамериканци | 3 (0,5%)    | 19 (2,6%)   |
| Укупно            | 653         | 718         |